# Jean-François Guité
Pour les articles homonymes, voir Guité.
Jean-François Guité (30 mars 1852-17 septembre 1917) est un marchand et homme politique fédéral du Québec.

## Biographie
Né à Maria dans le Canada-Est, il devient député du Parti libéral du Canada dans la circonscription fédérale de Bonaventure lors d'une élection partielle survenue après le décès du député sortant William LeBoutillier Fauvel en 1897. Il ne se représente pas en 1900.